# Kapitänsreeder
Als Kapitänsreeder bezeichnet man ein Reederei-Unternehmen, bei dem der Kapitän ganz oder teilweise auch Eigner des Schiffes ist. In der Regel sind dies Küstenmotorschiffe (Kümos). 
Wegen der Doppelbelastung als Kapitän und Reeder in einer Person nehmen einige Kapitänsreeder die Dienste von Vertrauensmaklern bzw. Vertragsreedern in Anspruch. Unternehmen, die einst als Kapitänsreeder klein begannen, sind zum Beispiel die Reedereien Karl Schlüter und tom Wörden.